# Archieparchia Changanacherry
Archieparchia Changanacherry (łac. Archieparchia Changanacherrensis, ang. Archeparchy of Changanacherry (Syro-Malabarese)) – syromalabarska archieparchia ze stolicą w Changanacherry w stanie Kerala, w Indiach. Arcybiskupi Changanacherry są również metropolitami metropolii o tej samej nazwie.

## Historia
W 1887 papież Leon XIII erygował wikariat apostolski Kottayam. W 1896 wikariat zmienił nazwę na Changanacherry. Od 1923 eparchia, a od 1956 archieparchia.

## Główne świątynie
- Archikatedra: Katedra Najświętszej Maryi Panny w Changanassery
- Bazylika mniejsza: Bazylika Najświętszej Maryi Panny w Champakulum

## Biskupi

### Wikariusze apostolscy
- Charles Lavigne SJ (1887–1896)
- Matthew Makil (1896–1911)
- Thomas Kurialachery (1911–1923)

### Eparchowie
- Thomas Kurialachery (1923–1925)
- James Kalacherry (1927–1949)
- Matthew Kavukattu (1950–1956)

### Archieparchowie
- Matthew Kavukattu (1956–1959)
- Antony Padiyara (1970–1985)
- Joseph Powathil (1985–2007)
- Joseph Perumthottam (2007–2024)
- Thomas Tharayil (od 2024)